# Victor Hehn
Victor Hehn, född 8 oktober 1813 i Dorpat, nuvarande Estland, död 21 mars 1890 i Berlin, var en balttysk kulturhistoriker. Han var lärare i Pärnu och vid universitetet i Tartu, 1851-55 var han förvisad till Tula som misstänkt för deltagande i politiska konspirationer. 1856-73 var han överbibliotekarie i Sankt Petersburg.

## Gärningar inom kulturhistoria
Hehn beskrivs som en mångvetare av betydande mått och elegant formkonstnär. Han skrev arbeten vilka betraktas som förstudier till en europeisk kulturhistoria. Hans Ueber Goethes Hermann und Dorothea räknades bland Goetheforskningens dåtida yppersta arbeten.

## Bidrag till indoeuropeistiken
Hehn hyste ett intresse för historisk kulturgeografi och som fick stor betydelse för forskningen om urindoeuropéernas kultur. Fr.a. var det Kulturpflanzen und Haustiere in ihrem Übergang von Asien nach Griechenland und Italien sowie in das übrige Europa (1870) som väckte entusiasm inom akademiska läsekretsar. Enligt Hehn var det riskabelt att i försöken att rekonstruera en protoindoeuropeisk kultur alltför ensidigt luta sig mot lingvistisk paleontologi vars medotiska säkerhet han betvivlade. Hur kan vi till exempel med säkerhet sluta oss till att protoindoeuropéerna ägde tamhästar bara för att vi kan rekonstruera ordet för häst? De kanske bara kände till djuret utan att ha tämjt det? För att svara på frågorna måste man, enligt Hehn, skaffa sig kunskaper om växters och djurs kulturhistoria. Varifrån kom de? När och var började människor nyttja dem? Hur spreds de och kunnandet om dem?
Enligt honom hade protoindoeuropéerna ingen del i den neolitiska revolutionen utan levde som nomader i Centralasien. Den dåtida gängse synen handlade om jordbrukande protoindoeuropéer. Efter att den teoretiska skolbildningen evolutionism hade "sänkt" protoindoeuropéernas kulturella status förvandlade Hehns bidrag dem till folk på nomadstadiet. I den europeiska, kristna och humanistiska historieskrivningen har annars hunner, tatarer, kosacker och mongoler, nomadiska folk från det inre av Eurasien kontinuerligt diaboliserats. Nu skrev Hehn om protoindoeuropéerna som om de befann sig på samma kulturella stadium som nomadiska folk. Hehn uttryckte antipatier mot nomader. Han var liberal humanist och hegeliansk framstegsoptimist som inte såg kontinuitet med det förflutna eller förankring i "det naturliga tillståndet" som dygder utan som tecken på stagnation. För Hehn markerade inte heller uppfinnandet av jordbruket övergången från barbari till civilisation. Det gjorde istället trädgårdsodlingen. Italien var Hehns ideal. Han kontrasterade kaféernas offentliga samtal om politik mot den reaktionära kyrkan.
Hehn hävdade alltså att protoindoeuropéerna hade varit just nomader i Centralasien och att de mest konservativa av alla indoeuropéer hade varit slaverna. Hehns avsky för slaver var t.o.m. så stark att nazisterna förlät honom hans liberalism och brukade honom för sin egen antislaviska och antibolsjevikiska retorik. Hans De moribus ruthenorum (1892) är dagboksanteckningar från Ryssland av "högst ironisk och skeptisk art".

## Publikationer
- Die Physiognomie der italienischen Landschaft (1844)
- Italien (1867)
- Das Salz (1873)
- Gedanken über Goethe (1887)
- Ueber Goethes Hermann und Dorothea (1893)
- Tagebuchblätter (1892)
- Reisebilder aus Italien und Frankreich (1894)